# Слов'ятинська сільська рада
Слов'я́тинська сільська́ ра́да — адміністративно-територіальна одиниця та орган місцевого самоврядування в Бережанському районі Тернопільської області. Адміністративний центр — село Слов'ятин.

## Загальні відомості
- Територія ради: 23,438 км²
- Населення ради: 944 особи (станом на 2001 рік)

## Населені пункти
Сільській раді були підпорядковані населені пункти:
- с. Слов'ятин
- с. Діброва

## Історія
Спочатку входила до складу Підгаєцького району, після його ліквідації увійшла до Бережанського району і залишилася у його складі після відновлення Підгаєцького району у 1991 році.

## Склад ради
Рада складається з 16 депутатів та голови.
- Голова ради: Довгань Віктор Володимирович
- Секретар ради: Зазябла Олександра Іванівна

### Керівний склад попередніх скликань
| Прізвище, ім'я, по батькові  | Основні відомості                                                                                              | Дата обрання | Дата звільнення |
| ---------------------------- | --- | ------------ | --------------- |
| Шаряк Валерій Михайлович     | Сільський голова, 1968 року народження, член Народного Руху України                                            | 26.03.2006   | 31.10.2010      |
| Довгань Віктор Володимирович | Сільський голова, 1991 року народження, освіта незакінчена вища, член Всеукраїнського об'єднання «Батьківщина» | 31.10.2010   |                 |

Примітка: таблиця складена за даними сайту Верховної Ради України

### Депутати
За результатами місцевих виборів 2010 року депутатами ради стали:

#### За суб'єктами висування
| Суб'єкт висування | Кількість обраних депутатів | %   |
| ----------------- | --------------------------- | --- |
| Самовисування     | 16                          | 100 |

#### За округами
| № округу | Прізвище, ім'я, по батькові        | Дата визнання обраним | Освіта             | Партійна приналежність      | Відомості про обраного депутата                      |
| -------- | ---------------------------------- | --------------------- | ------------------ | --------------------------- | ---------------------------------------------------- |
| 1        | Забояк Ігор Михайлович             | 02.11.2010            | середня спеціальна | член Народного Руху України | фермерське господарство «Мрія», голова СФГ           |
| 2        | Костів Ігор Іванович               | 02.11.2010            | середня спеціальна | член Народного Руху України | тимчасово не працює                                  |
| 3        | Сернецький Михайло Андрійович      | 02.11.2010            | середня спеціальна | член Народного Руху України | тимчасово не працює                                  |
| 4        | Нижник Ігор Миронович              | 02.11.2010            | вища               | член Народного Руху України | Слов'ятинська загальноосвітня школа, вчитель         |
| 5        | Данилюк Віталій Богданович         | 02.11.2010            | середня            | член Народного Руху України | Густинський коледж, студент                          |
| 6        | Хащій Василь Володимирович         | 02.11.2010            | середня            | член Народного Руху України | Коледж електронних приладів м. І-Франківськ, студент |
| 7        | Довгий Володимир Ігорович          | 05.08.2012            | середня спеціальна | позапартійний               | тимчасово не працює                                  |
| 8        | Коцій Роман Іванович               | 02.11.2010            | середня спеціальна | позапартійний               | тимчасово не працює                                  |
| 9        | Костів Ігор Ігорович               | 02.11.2010            | вища               | член Народного Руху України | Шибалинська загальноосвітня школа, вчитель           |
| 10       | Жвірблевський Микола Андрійович    | 02.11.2010            | середня спеціальна | член Народного Руху України | тимчасово не працює                                  |
| 11       | Падучак Андрій Іванович            | 02.11.2010            | середня спеціальна | член Народного Руху України | тимчасово не працює                                  |
| 12       | Лозинський Володимир Ігорович      | 02.11.2010            | середня спеціальна | член Народного Руху України | Бережанське РайСТ, тимчасово не працює               |
| 13       | Шаряк Оксана Теодозіївна           | 02.11.2010            | вища               | член Народного Руху України | Слов'ятинська сільська рада, секретар                |
| 14       | Шмулик Володимир Іванович          | 05.08.2012            | середня спеціальна | позапартійний               | тимчасово не працює                                  |
| 15       | Марцінковський Ярослав Ярославович | 02.11.2010            | середня            | позапартійний               | ПП. Довгань, кочегар                                 |
| 16       | Зазябла Олександра Іванівна        | 10.01.2011            | середня спеціальна | позапартійна                | тимчасово не працює                                  |